# Stemma del Principato di Monaco
Lo stemma del Principato di Monaco, utilizzato come emblema ufficiale di Stato, è lo stemma di Casa Grimaldi.
Lo scudo, sostenuto da due monaci al naturale armati, è losangato appuntato d'argento e di rosso. Inizialmente il religioso armato era solo uno, appoggiato alla parte destra dello scudo; successivamente i religiosi divennero due. Le due figure potrebbero alludere alla conquista di Monaco del 1297, quando Francesco Grimaldi e i suoi soldati riuscirono a entrare nella città travestiti da frati, con le spade nascoste sotto le vesti; un'altra spiegazione è che nel secolo XV i regnanti attribuissero un'origine cristiana al nome del principato a cui i due monaci alluderebbero.
Il collare che orna lo scudo è il collare dell'Ordine di San Carlo. Il motto racchiuso nel cartiglio è Deo Juvante (in italiano traducibile come con l'aiuto di Dio). Il tutto è avvolto dal manto di ermellino e sormontato dalla corona regale.